# Imeni Morozova
imeni Morozova (anche posëlok imeni Morozova) è una cittadina della Russia europea nordoccidentale, situata nella oblast' di Leningrado (rajon Vsevoložskij).
Sorge nella parte centrale della oblast', una sessantina di chilometri ad est di San Pietroburgo, sulla sponda destra della Neva.
Prende il nome da Nikolaj Morozov, rivoluzionario russo.